# Граф Солсбери

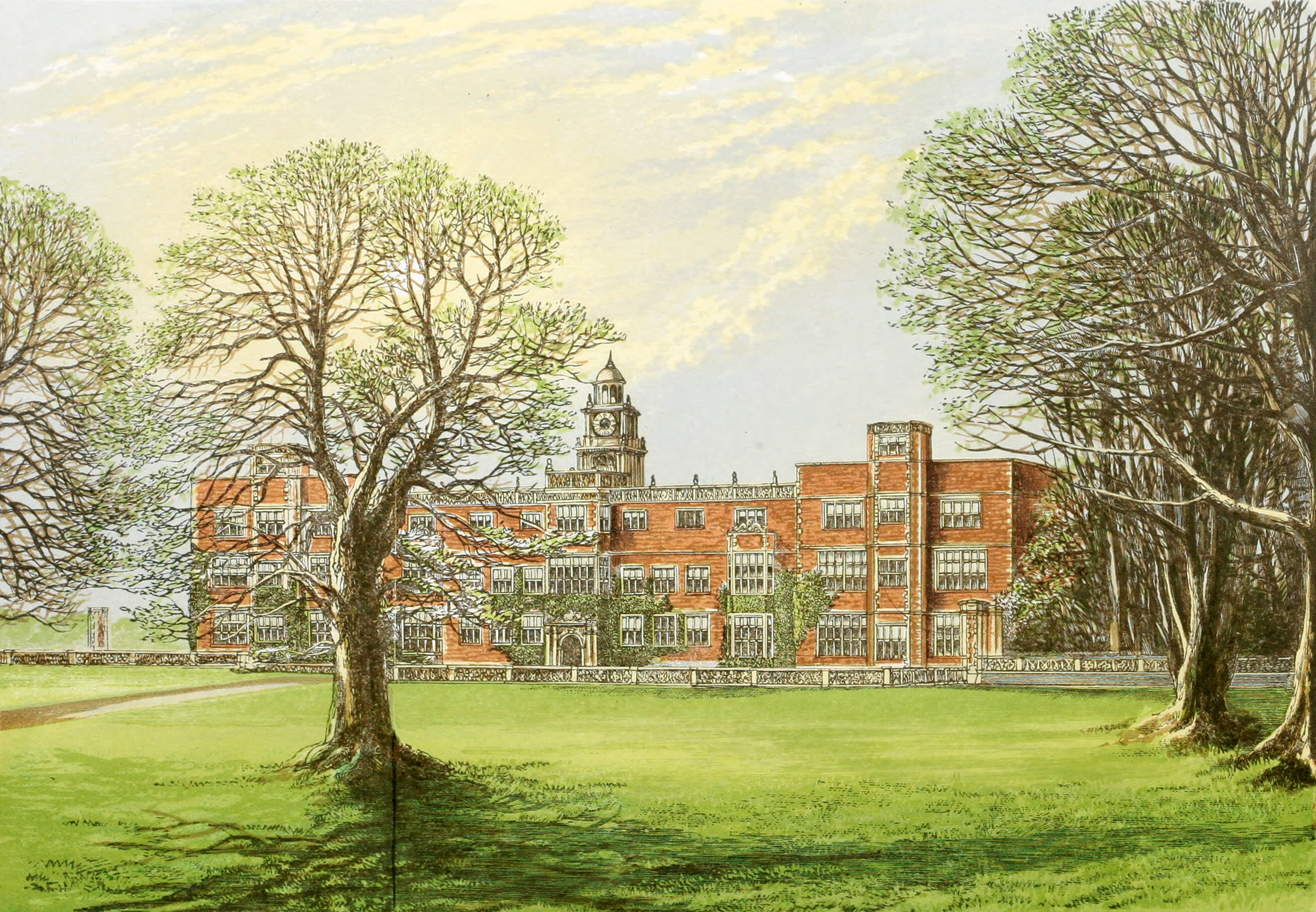
Дворец Хатфильд-Хаус — резиденция современных графов и маркизов Солсбери

Граф Солсбери (англ. Earl of Salisbury) — старинный графский титул в системе дворянских титулов Англии. Впервые он был учреждён около 1143 года для Патрика, шерифа Уилтшира, одного из сторонников императрицы Матильды в период гражданской войны 1135—1154 годов. На протяжении английской истории титул графа Солсбери учреждался несколько раз, однако большинство креаций оказались недолговечными. Среди средневековых графов Солсбери наиболее известен Уильям Длинный Меч, побочный сын короля Генриха II, Томас Монтегю, выдающийся полководец Столетней войны, Ричард Невилл, знаменитый «Делатель королей» в период войны роз, а также Маргарет Поул, последняя представительница династии Плантагенетов, казнённая Генрихом VIII в 1541 году. Последняя креация титула графа Солсбери состоялась в 1605 году для Роберта, сына Уильяма Сесила, главного советника и первого министра королевы Елизаветы I на протяжении почти всего её правления. Потомки Роберта Сесила продолжают носить титул до настоящего времени. В 1798 году Джеймс Сесил, 7-й граф Солсбери, получил титул маркиза Солсбери и впоследствии оба титула оставались объединёнными. Маркизы Солсбери из дома Сесилов играли видные роли в политической жизни Великобритании в XIX—XX веках, а Роберт Сесил, 3-й маркиз Солсбери, на рубеже веков трижды занимал пост премьер-министра страны.
Современные носители титула графа Солсбери также обладают титулами маркиза Солсбери (учреждён в 1789, пэрство Великобритании), виконта Крэнборна (1604, пэрство Англии), барона Сесила (1603, пэрство Англии) и барона Гаскойн-Сесила (1999, пэрство Соединённого королевства). Действующий граф Солсбери — Роберт Гаскойн-Сесил, 7-й маркиз Солсбери (род. 1946), крупный политический деятель Консервативной партии Великобритании. Главной резиденцией графов и маркизов Солсбери из дома Сесилов с 1611 года является дворец Хэтфилд-хаус в Хертфордшире.

## История титула
Возникновение титула графа Солсбери относится к периоду феодальной анархии в Англии в середине XII века. Около 1143 или 1145 года императрица Матильда, претендующая на английскую корону, пожаловала титулом графа Уилтшира одного из своих сторонников — Патрика (ум. 1168), констебля Солсбери и шерифа Уилтшира. Постепенно наименование титула трансформировалось в графа Солсбери по названию административного центра графства Уилтшир. Графский титул Патрика был подтверждён после вступления на английский престол в 1154 году сына Матильды Генриха II. Внучка первого графа в 1198 году вышла замуж за Уильяма Длинный Меч (ум. 1226), незаконнорождённого сына Генриха II, крупного английского военачальника, участника битвы при Бувине и баронских войн начала XIII века. После смерти Уильяма и его жены титул графа Солсбери перешёл к их внучке Маргарите (ум. 1310), которая была замужем за Генри де Ласи (ум. 1311), 3-м графом Линкольна, одним из руководителей английских вторжений в Шотландию при Эдуарде I. Их дочь, Элис де Ласи, стала женой Томаса Ланкастера (ум. 1322), двоюродного брата короля Эдуарда II. Томас Ланкастер был одним из лидеров баронского движения против короля и его фаворитов, за что в 1322 году был казнён, а его титулы и владения конфискованы.

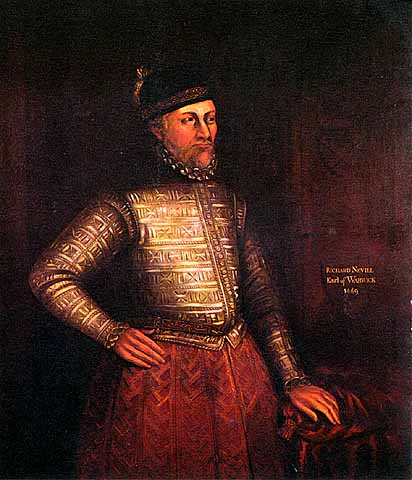
Ричард Невилл «Делатель королей»

В 1337 году состоялась вторая креация титула. Графом Солсбери стал близкий товарищ молодого короля Эдуарда III Уильям Монтегю (ум. 1344). Уильям в 1330 году руководил арестом Роджера Мортимера, а впоследствии активно участвовал в войнах в Шотландии и выполнял важные дипломатические поручения в канун Столетней войны. Ему удалось завоевать остров Мэн и провозгласить себя королём Мэна под сюзеренитетом Эдуарда III. Его сын Уильям Монтегю, 2-й граф Солсбери (ум. 1397), сражался в битве при Пуатье, участвовал в военных кампаниях во Франции и Шотландии и подавлял восстание Уота Тайлера в Англии. Джон Монтегю, 3-й граф Солсбери (ум. 1400), был одним из ближайших советников короля Ричарда II и активно участвовал в политической борьбе в Англии в конце XIV века. После захвата престола Генрихом IV Джон Монтегю организовал заговор с целью его свержения, но был арестован, лишён титулов и казнён в 1400 году. Уже в 1421 году титул графа Солсбери был восстановлен для сына казнённого графа Томаса Монтегю (ум. 1428). Последний прославился как один из наиболее выдающихся английских полководцев эпохи Столетней войны, служил генерал-губернатором завоёванной Нормандии и погиб при осаде Орлеана. У Томаса был единственный ребёнок — дочь Элис (ум. 1462), вышедшая замуж за Ричарда Невилла (ум. 1460), который стал по праву своей жены 5-м графом Солсбери. Борьба за доминирование Ричарда Невилла в Северной Англии с представителями дома Перси привела графа Солсбери в лагерь йоркистов. С началом войны Алой и Белой розы Невилл присоединился к войскам Ричарда Йоркского, сражался в битвах при Сент-Олбансе и Уэйкфилде, но попал в плен и был казнён в 1460 году. Его сын — Ричард Невилл, 6-й граф Солсбери (ум. 1471) и, по праву своей жены, 16-й граф Уорик, стал руководителем йоркистской партии и завоевал прозвище «Делатель королей» благодаря тому, что сыграл ведущую роль в захвате английского престола сначала Эдуардом IV, а затем Генрихом VI. Однако в 1471 году Уорик был разбит и погиб в сражении при Барнете. С его смертью титул графа Солсбери перестал существовать.
Старшая дочь «Делателя королей» вышла замуж за Джорджа, герцога Кларенса (ум. 1478), младшего брата короля Эдуарда IV. В 1471 году, после восстановления Эдуарда IV на английском престоле, он пожаловал своему брату титул графа Солсбери. Но уже в 1476 году герцог Кларенс был обвинён в заговоре и казнён. В 1478 году титул графа Солсбери был передан Эдуарду (ум. 1484), единственному сыну короля Ричарда III и наследнику английского престола. В возрасте одиннадцати лет Эдуард скончался, и титул вновь перестал существовать.

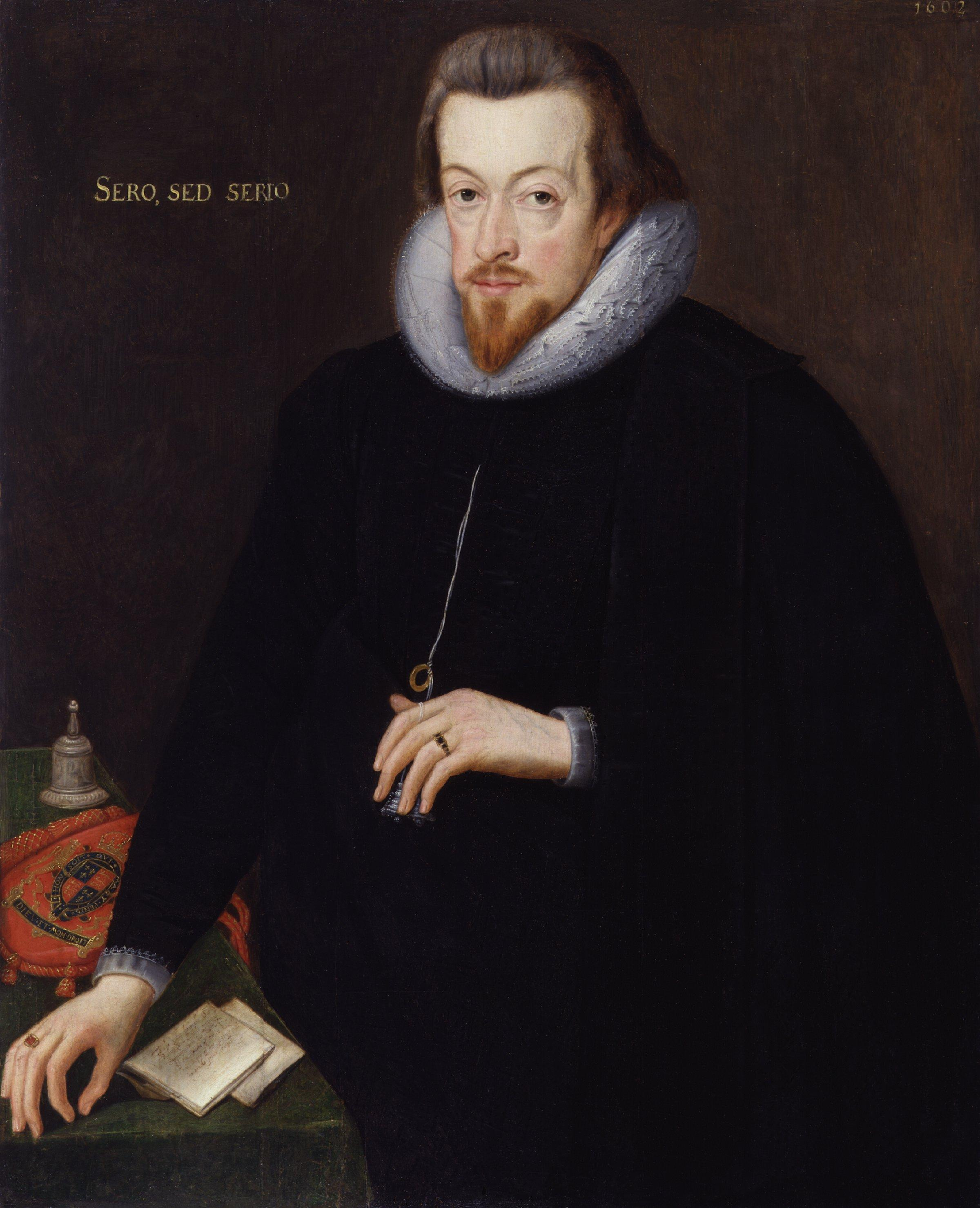
Роберт Сесил, 1-й граф Солсбери

После гибели Ричарда III в 1485 году последним представителем династии Плантагенетов по прямой мужской линии остался сын Джорджа, герцога Кларенса, Эдвард, граф Уорик. Однако на английском престоле закрепился дом Тюдоров в лице Генриха VII, для которого Эдвард представлял серьёзную угрозу. Хотя за ним в 1490 году был признан титул графа Солсбери, он оставался под арестом, а в 1499 году казнён. В 1513 году титул графини Солсбери был восстановлен для сестры Эдварда Маргарет (ум. 1541), бывшей замужем за Ричардом Полем. Маргарет не принимала участия в политической борьбе в Англии, однако являлась последней представительницей династии Плантагенетов. В 1538 году она была арестована по обвинению в соучастии в заговоре против короля Генриха VIII, а в 1541 году казнена. С её смертью титул графа Солсбери перестал существовать.
Современные носители титула относятся к его пятой креации, состоявшейся в 1605 году. Король Яков I пожаловал этот титул Роберту Сесилу (ум. 1612), сыну главного советника королевы Елизаветы I Уильяма, барона Бёрли, который, в свою очередь, также являлся одним из крупнейших государственных деятелей Англии рубежа XVI—XVII веков. Роберт Сесил в течение многих лет служил государственным секретарём и был фактическим главой правительства страны в конце правления Елизаветы I и в начале царствования Якова I. Его потомки из дома Сесил продолжают носить титул графа Солсбери до настоящего времени. В 1798 году был учреждён титул маркиза Солсбери, который получил Джеймс Сесил, 7-й граф Солсбери. С этого времени оба титулы соединены. Маркизы и графы Солсбери из рода Сесил в XIX—XX веках активно участвовали в политической жизни Великобритании и часто назначались на высокие государственные посты. Так, Роберт Сесил, 3-й маркиз Солсбери (ум. 1903), трижды занимал пост премьер-министра Великобритании, а его потомки неоднократно возглавляли палату лордов британского парламента и играли видные роли в Консервативной партии.
Действующим носителем титула является Роберт Гаскойн-Сесил (р. 1946), 7-й маркиз и 13-й граф Солсбери, который также обладает титулами барона Сесила, виконта Кранборна и барона Гаскойн-Сесила. Его сын и наследник Эдвард Уильям Сесил (р. 1970) в качестве «титула учтивости» использует титул виконта Кранборна. Официальной резиденцией маркизов и графов Солсбери с 1611 года является дворец Хатфильд-Хаус в Хертфордшире.

## Список графов Солсбери

Герб дома де Лонгэспе

Герб дома Монтегю

Герб дома Невилл

Герб Джорджа Плантагенета, герцога Кларенса

Герб Эдварда Плантагенета, графа Уорика

Герб дома Сесил

### Графы Солсбери, первая креация (1143/1145)
- Патрик, 1-й граф Солсбери (ум. 1168), констебль Солсбери и шериф Уилтшира;
- Уильям, 2-й граф Солсбери (ум. 1196), сын предыдущего;
- Эла, 3-я графиня Солсбери (ум. 1261), дочь предыдущего;
  - Уильям Лонжеспе, 3-й граф Солсбери (ок. 1176—1226), побочный сын английского короля Генриха II, супруг предыдущей;
- Маргарита де Лонгэспе, 4-я графиня Солсбери (ум. 1310), внучка предыдущих;
  - Генри де Ласи, 4-й граф Солсбери, 3-й граф Линкольн (1251—1311), супруг предыдущей;
- Алиса де Ласи, 5-я графиня Солсбери (1281—1348), дочь предыдущих, титул конфискован в 1322 году;
  - Томас Плантагенет, 2-й граф Ланкастер и Лестер (ум. 1322), супруг предыдущей, казнён за мятеж против Эдуарда II.

### Граф Солсбери, вторая креация (1337)
- Уильям Монтегю, 1-й граф Солсбери (1301—1344), король острова Мэн (c 1333), соратник английского короля Эдуарда III;
- Уильям Монтегю, 2-й граф Солсбери (1328—1397), король острова Мэн (1344—1392), сын предыдущего;
- Джон Монтегю, 3-й граф Солсбери (1350—1400), племянник предыдущего, казнён за мятеж против Генриха IV, титул конфискован в 1400 году;
- Томас Монтегю, 4-й граф Солсбери (1388—1428), сын предыдущего, титул восстановлен в 1421 году;
- Элис Монтегю, 5-я графиня Солсбери (1407—1462), дочь предыдущего;
  - Ричард Невилл, 5-й граф Солсбери (1400—1460), супруг предыдущей;
- Ричард Невилл, 6-й граф Солсбери, 16-й граф Уорик (1428—1471), по прозвищу «Делатель королей», сын предыдущих, титул прекратил существование в 1471 году.

### Граф Солсбери, третья креация (1472)
- Джордж Плантагенет, граф Солсбери, граф Уорик, герцог Кларенс (1449—1478), младший сын Ричарда, герцога Йоркского, супруг дочери Ричарда Невилла «Делателя королей», казнён за заговор против Эдуарда IV, титулы конфискованы в 1478 году.

### Граф Солсбери, четвёртая креация (1478)
- Эдуард Плантагенет, граф Солсбери, принц Уэльский (1473—1484), сын короля Ричарда III и Анны Невилл, дочери Ричарда Невилла «Делателя королей», титул прекратил существование с его смертью в 1484 году.

### Граф Солсбери, вторая креация (восстановлена в 1485)
- Эдвард Плантагенет, 7-й граф Солсбери, 17-й граф Уорик (1475—1499), сын Джорджа, герцога Кларенса, титул восстановлен в 1485 году, казнён за заговор против Генриха VII, титулы конфискован в 1499 году;
- Маргарет Плантагенет, 8-я графиня Солсбери (1474—1541), сестра предыдущего, титул восстановлен в 1513 году, конфискован в 1539 году за участие в заговоре против Генриха VIII, казнена в 1541 году.

### Граф Солсбери, пятая креация (1605)
- Роберт Сесил, 1-й граф Солсбери (около 1565—1612), сын Уильяма Сесила, барона Бёрли, главного советника королевы Елизаветы I, государственный секретарь Англии (с 1590), лорд-казначей Англии (с 1608), барон Сесил из Эссендона (Ратленд) (с 1603), виконт Кранборн (с 1604);
- Уильям Сесил, 2-й граф Солсбери (1591—1668), сын предыдущего;
- Джеймс Сесил, 3-й граф Солсбери (1648—1683), внук предыдущего;
- Джеймс Сесил, 4-й граф Солсбери (1666—1694), сын предыдущего;
- Джеймс Сесил, 5-й граф Солсбери (1691—1728), сын предыдущего;
- Джеймс Сесил, 6-й граф Солсбери (1713—1780), сын предыдущего;
- Джеймс Сесил, 7-й граф Солсбери (1748—1823), сын предыдущего, 1-й маркиз Солсбери (c 1789).

## Маркизы Солсбери
- Джеймс Гаскойн-Сесил, 2-й маркиз Солсбери (1791—1868), тори и протекционист, член палаты общин, потом пэр, в 1852 г. был хранителем тайной печати в первом кабинете Дерби, в 1858—59 г. президентом тайного совета во втором кабинете Дерби.
- Роберт Сесил, 3-й маркиз Солсбери — многократный премьер-министр Великобритании.
- Роберт Майкл Джеймс Гаскойн-Сесил, 7-й маркиз Солсбери (род. 1946) — британский аристократ, государственный и политический деятель.